# Hodge c. La Reine
Hodge c. La Reine  est une célèbre décision du Conseil privé du Royaume-Uni sur l'interprétation de la Constitution du Canada rendue en 1883. C'était la première fois que la doctrine du double aspect était appliquée à l'analyse du partage des pouvoirs.

## Les faits
En vertu de la Loi sur les permis d'alcool  (connue sous le nom de « Loi Crooks » d'après Adam Crooks), l'Assemblée législative de l'Ontario a délégué aux commissaires aux permis de Toronto le pouvoir d'adopter une résolution interdisant l'utilisation de tables de billard à tout moment où le la vente d'alcool était autorisée.
Archibald Hodge était autorisé à vendre de l'alcool dans sa taverne et était également autorisé à exploiter un salon de billard. En mai 1881, il est reconnu coupable d'avoir permis l'utilisation d'une table de billard pendant les heures autorisées pour la vente d'alcool. Il a intenté une action devant la Cour du Banc de la Reine pour faire annuler la déclaration de culpabilité au motif que :
- La résolution des commissaires aux permis était illégale et non autorisée,
- Les commissaires aux permis n'avaient pas le pouvoir d'adopter une telle résolution, et
- La Loi sur les permis d'alcool était ultra vires de la compétence provinciale.

## Cour du Banc de la Reine
En juin 1881, la Cour du Banc de la Reine, dans une décision unanime, annula la condamnation. Dans son jugement, le juge en chef Hagarty a conclu que l'Assemblée législative ne pouvait déléguer à un autre organisme le pouvoir de créer des infractions.

## Cour d'appel de l'Ontario
En juin 1882, en appel, la Cour d'appel de l'Ontario infirma la décision du Banc de la Reine et confirma la déclaration de culpabilité. Les opinions rendues par le juge en chef Spragge et le juge Burton, auxquelles se sont joints les juges Patterson et Morrison, ont conclu que l'Assemblée avait compétence pour légiférer en la matière et qu'elle pouvait déléguer son autorité à un autre organisme.
Sur ces questions, Hodge a fait appel au Conseil privé.

## Conseil privé
La décision de la Cour d'appel a été confirmée par le Conseil. Dans sa décision, Lord Fitzgerald a statué que la province avait le pouvoir de déléguer n'importe lequel de ses pouvoirs résiduels en vertu de l'article 92 (16) de la Loi constitutionnelle de 1867.
Fitzgerald a examiné le caractère véritable de la loi qui délègue le pouvoir à la commission. Il a été noté que :

« les pouvoirs destinés à être conférés par la loi en question, lorsqu'ils sont bien compris, sont de faire des règlements de police ou des règlements municipaux d'un caractère simplement local pour le bon gouvernement des tavernes ... et par conséquent ils sont rédigés pour préserver, dans la municipalité, la paix et la décence publique, et réprimer l'ivresse et , les conduites désordonnées et les émeutes. »

La Loi, cependant, portait également sur des pouvoirs qui relevaient exclusivement de l'autorité du gouvernement fédéral, comme cela avait été récemment déterminé dans Russell c. La Reine. Fitzgerald a fait la distinction entre ce fait et ce qui est maintenant la doctrine du double aspect : « les matières qui, sous un aspect et dans un but, relèvent de la section 92, peuvent sous un autre aspect et dans un autre but tomber sous la section 91 ».
Par conséquent, lorsqu'une loi présente des caractéristiques qui se chevauchent entre les deux chefs de compétence, elle peut  être néanmoins valide.